# Kamieniołom w Kozach
Kamieniołom w Kozach – nieczynny kamieniołom piaskowców lgockich położony na zboczu Chrobaczej Łąki, w obrębie grupy Magurki Wilkowickiej w Kozach, w powiecie bielskim, w województwie śląskim. Działał w latach 1910–1992. Jego teren jest obecnie wykorzystywany do celów rekreacyjnych.

## Historia
Pierwszy działający na skalę przemysłową kamieniołom w Kozach powstał powyżej przysiółka Małe Kozy w II połowie XIX wieku (niektóre źródła podają 1880 rok), pracowali w nim włoscy jeńcy.
Kamieniołom na zboczu Chrobaczej Łąki uruchomiono w 1910 roku z inicjatywy ówczesnego właściciela majątku ziemskiego – Mariana Czecza. Kopalnia była własnością dworu, jej kierownikiem został Andrzej Rozmiarek, który był zarządcą dóbr Czeczów. Administrację pełnił Zarząd Dóbr Kozy ulokowany w budynkach zespołu pałacowego w Kozach.
W latach 1910–1912 wybudowano długą na 2510 metrów kolejkę linową wiodącą od zakładu do stacji kolejowej w centrum wsi, gdzie znajdowały się: ładownia, sortownia i silosy magazynowe. Kolejka składała się z 18 przęseł na drewnianych podporach. Używano 50 wózków o ładowności 200 kg. Lina napędowa (chodząca) miała średnicę 19 milimetrów, wózki z ładunkiem były dodatkowo podtrzymywane przez linę o średnicy 28 mm. Kolejka nie miała napędu, kolejkę napędzał ciężar zwożonego materiału. W kopalni pracowały dwie kruszarki kamienia typu Johan Kopf „Canada” Wiedeń, energię dostarczała lokomobila Lanz 45 KM z 1912 roku. Wydobywany urobek przesiewano wstępnie w celu odsiania łupków i podziarna, następnie kruszono, a po nim sortowano i transportowano do stacji kolejowej. Skałę płonną i odpady wysypywano na zwałowiska poniżej kamieniołomu. Wydobywany kamień o wytrzymałości na zgniatanie 2100 kgf/cm² wykorzystywano w budowie dróg i kolei.
W 1928 roku przeprowadzono modernizację kolejki linowej, zmieniono podpory na żelazne, a wózki na większe, o ładowności 500 kg. Dołożono linę o średnicy 48 milimetrów jako nośną (nieruchomą) dla wózków z ładunkiem, 28-milimetrowa służyła po modernizacji jako nośna dla pustych wózków. Najcieńsza stała się liną tylko napędową (chodzącą).
Kamieniołom sprzedano około 1921 roku Powiatowemu Zarządowi Drogowemu w Białej, a później stał się on majątkiem starostwa w Białej. W okresie międzywojennym zatrudnionych było 280 osób. W szczytowym momencie produkowano nawet 200 ton kamienia dziennie. Po II wojnie światowej zakład był przedsiębiorstwem państwowym o nazwie Kopalnia Piaskowca w Kozach. W 1954 roku kopalnia weszła w skład przedsiębiorstwa Wiślańskie Kamieniołomy Drogowe w Wiśle, które w 1990 roku zmieniło nazwę na Kopalnie Surowców Skalnych. W latach 60. XX wieku w koziańskim kamieniołomie pracowało 150 osób, a produkcja wynosiła około 150 ton na dzień.
W 1961 roku spłonęła ładownia z silosami przy dolnej stacji kolejki. Odbudowana instalacja była mniejsza od poprzedniczki. W latach 70. lub na początku lat 80. XX wieku kolejka linowa przestała funkcjonować ze względu na zły stan techniczny. Zlikwidowano większość jej elementów, urobek transportowano ciężarówkami. Powierzchnia kopalni wynosiła wtedy 33 hektary. Budynki zakładu przeróbczego ulokowane były w zachodniej i północnej części wyrobiska.
W lutym 1992 roku zakład wydobywczy ogłosił bankructwo, wydobycie zakończono 1 września tego samego roku, dwa lata trwały prace likwidujące zakład. Przyczyną likwidacji był kryzys gospodarczy w latach 90., osiągnięcie granic terenu kamieniołomu i spadek jakości kamienia.

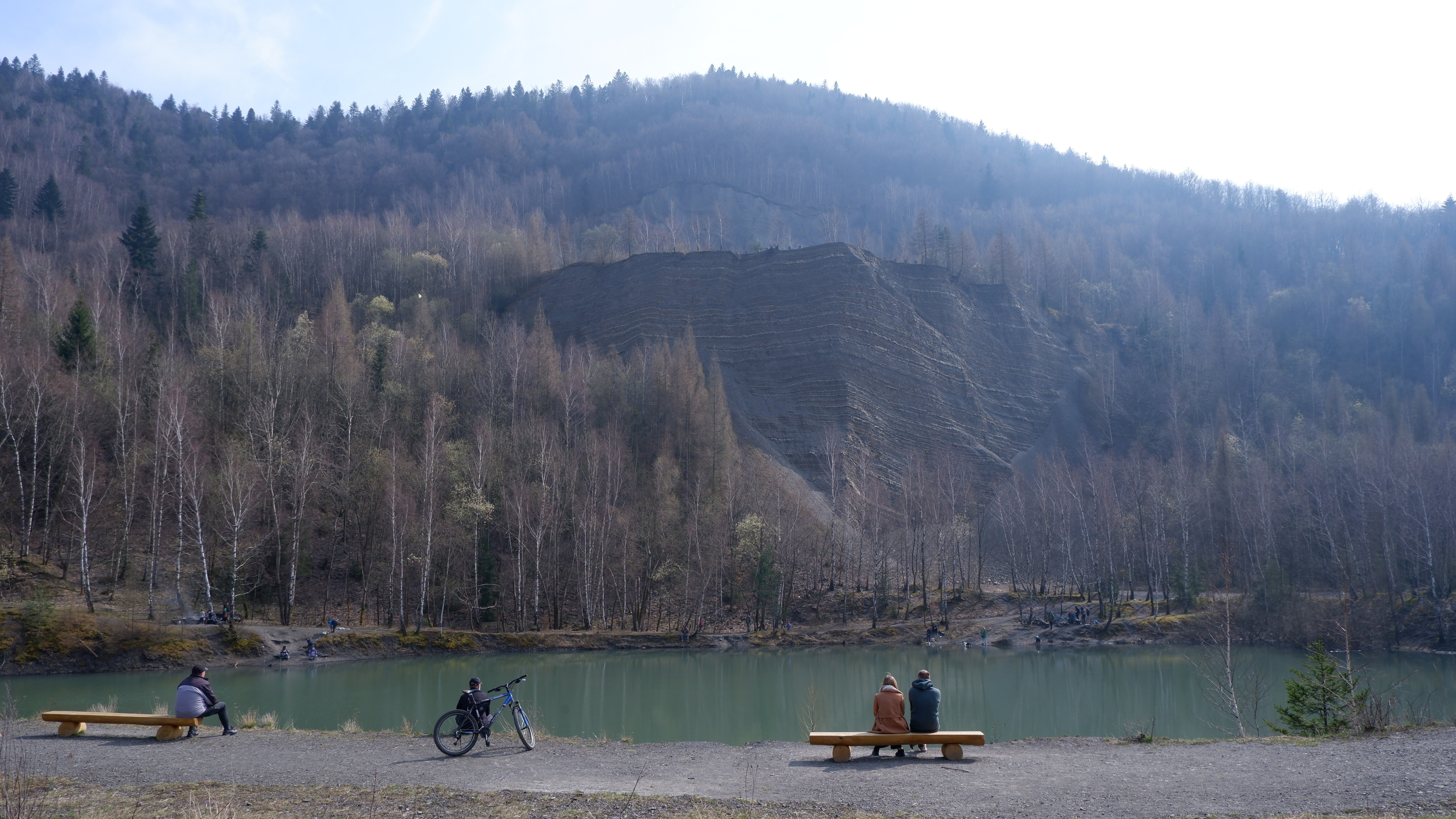
Ludzie odpoczywający nad stawem w niedzielę

Obecnie teren po kamieniołomie należy do Gminy Kozy, służy jako teren rekreacyjny i przestrzeń do organizacji wydarzeń.

## Geografia

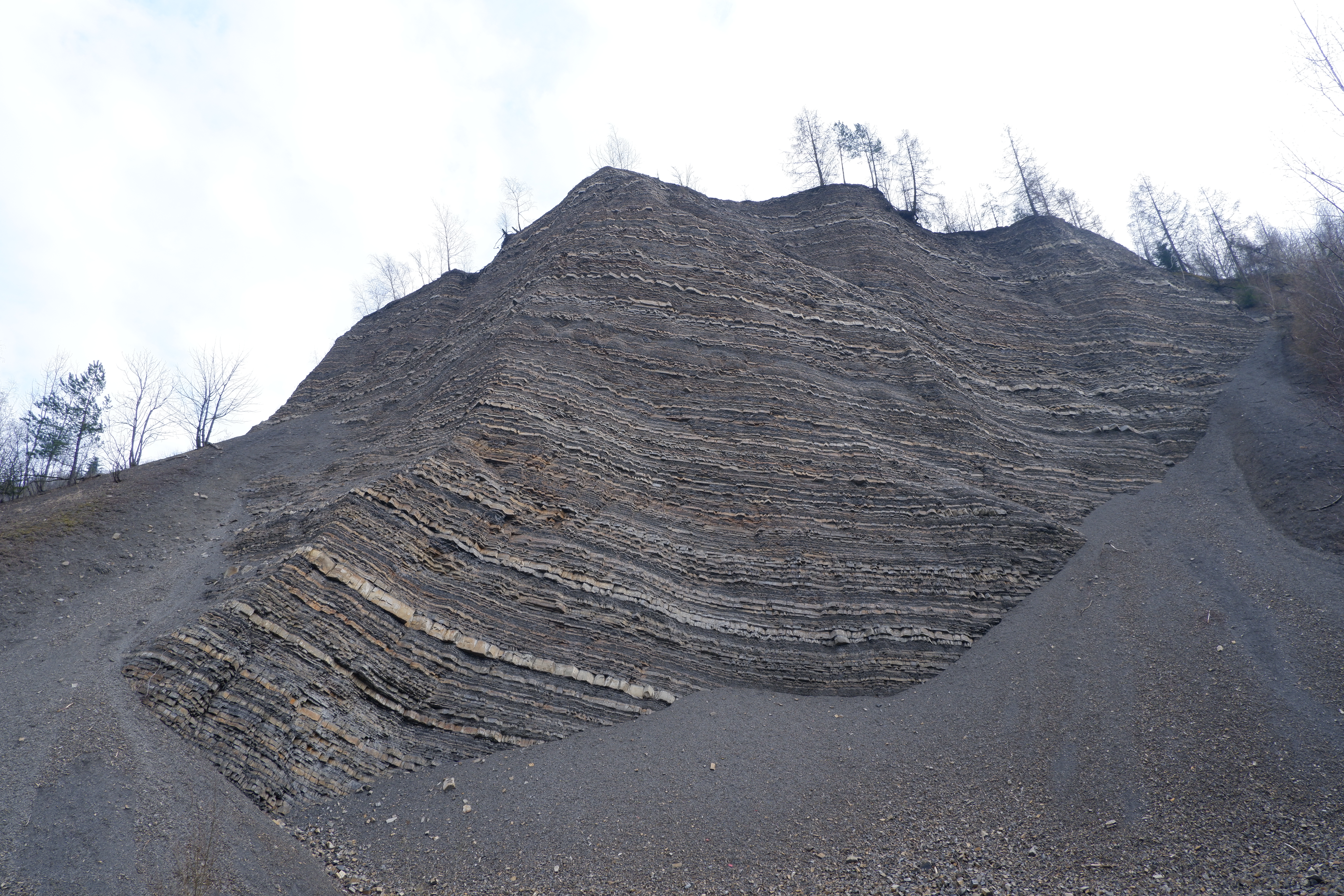
Ściana odsłaniająca flisz

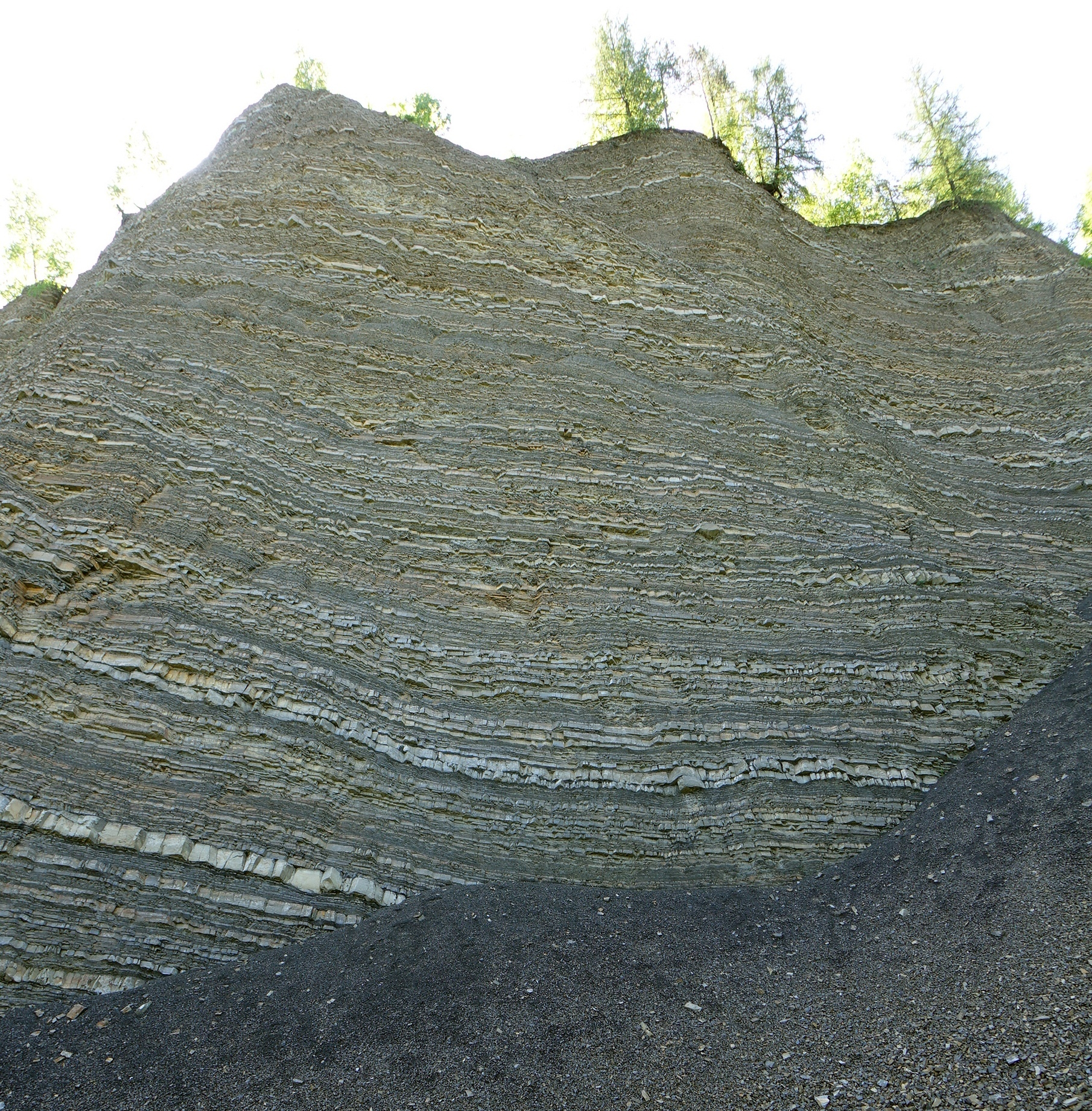

Kamieniołom leży na zboczu Chrobaczej Łąki, w obrębie grupy Magurki Wilkowickiej. Składa się z dwóch zwałowisk – wschodniego i zachodniego. Występują znaczne różnice wysokości terenu, wysokość nad poziomem morza waha się od około 470 u podnóża do około 670 metrów w najwyższym punkcie kamieniołomu. Na jego terenie znajduje się odsłonięcie serii cienkoławicowych i średnioławicowych piaskowców oraz łupków, są to warstwy lgockie środkowe fliszu karpackiego należące do płaszczowiny śląskiej. Posiada struktury depozycyjne i deformacyjne. Osady te uformowały się pod wodą, wskutek tworzenia się osuwisk i działania prądów zawiesinowych, mają około 100 milionów lat. Cechy skał są łatwo zauważalne i możliwe do dostrzeżenia na długim dystansie, między innymi poprzez powstałe w wyniku wietrzenia naprzemienne barwy (czarną i zieloną) łupków. Piaskowiec drobnoziarnisty ma czarny kolor pochodzący od pirytu, średnioziarnisty ma kolor niebieskoszary, a piaskowiec z wierzchu jest brunatny i czarny. Flisz jest rytmiczny, to znaczy ilość piaskowców i łupków jest do siebie zbliżona. Zachodzą procesy stokowe: osuwanie, odpadanie i obrywanie.

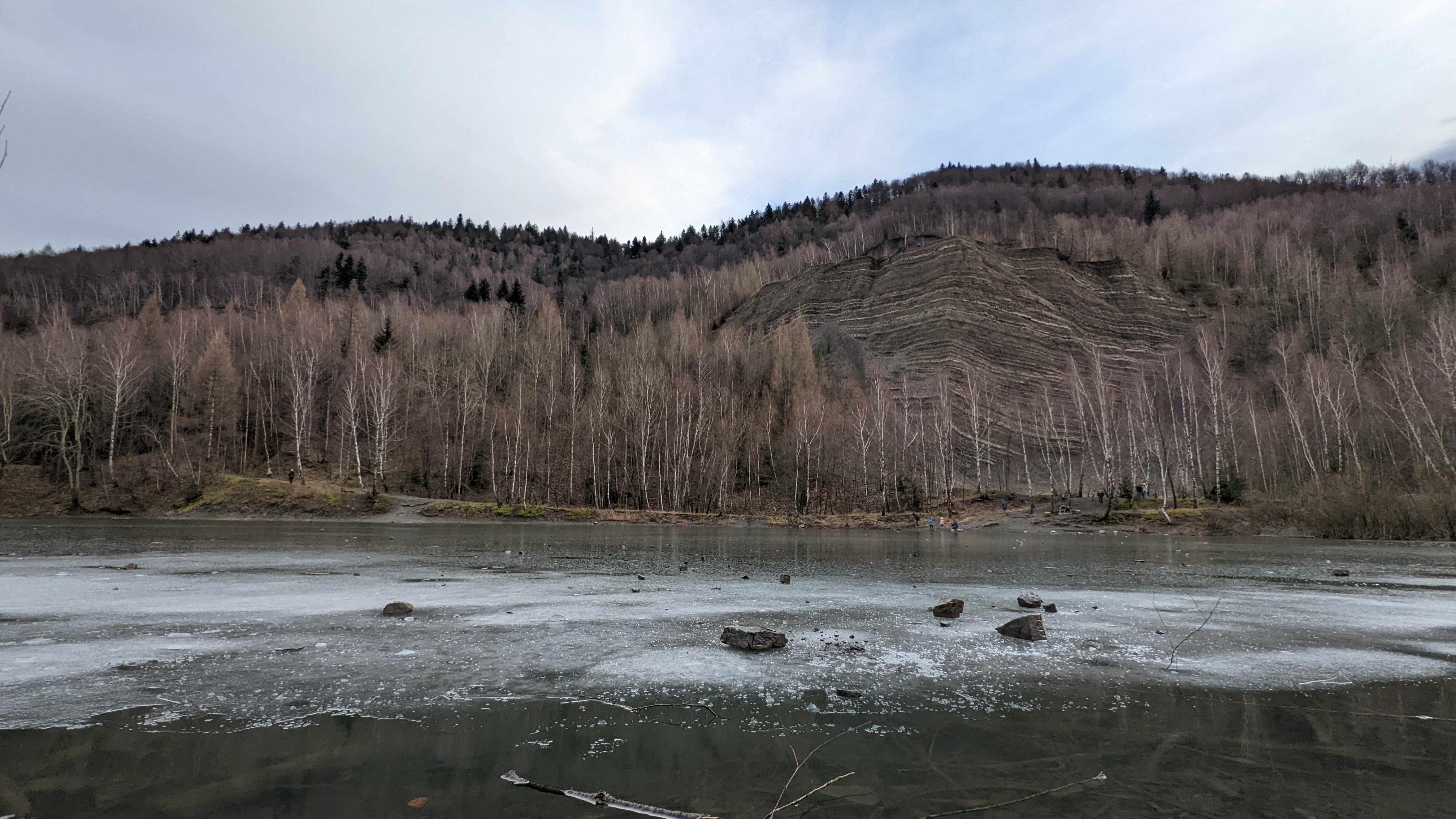
Staw w zimie

Powierzchnię wyrobiska tworzą płaskie, wyrównane poziomy poprzedzielane stromymi skarpami, a także pochylnie będące drogami łączącymi ze sobą różne poziomy eksploatacji kopalni. Wyrobisko kamieniołomu ma charakter stokowy, tylko niewielka część ma charakter wgłębny. Na północ od kamieniołomu oraz wewnątrz znajdują się zwałowiska skały płonnej. U podnóża skarp tworzą się osuwiska. Na wysokości 545 m n.p.m., w głównej części kamieniołomu znajduje się powstały naturalnie w zagłębieniu wyrobiska staw utworzony przez wodę z odkrytych wysięków skalnych i wodę opadową. Ma on powierzchnię 0,84 ha, głębokość nie przekracza 2 metrów.
Odsłonięcia warstw lgockich w kamieniołomie są wpisane do Centralnego Rejestru Geostanowisk w Polsce jako atrakcja o randze krajowej, z walorami turystycznymi i edukacyjnymi.
Na północny wschód od kamieniołomu znajduje się sztuczny zbiornik zwany Wilczym Stawem. Poniżej niego leży kolejny, zwany Nowym Wilczym Stawem, o funkcji retencyjnej.
Z kamieniołomu widać Pogórze Śląskie i Dolinę Górnej Wisły oraz – nieco dalej – Wyżynę Śląską. Na pierwszym planie znajduje się wieś Kozy, w której kamieniołom jest położony. Po lewej rozpościera się widok na miasto Bielsko-Biała, na północ od niego widać Czechowice-Dziedzice, Pszczynę i Jezioro Goczałkowickie. Po prawej znajdują się między innymi Kęty i Andrychów, najdalej dostrzec można nawet część Krakowa. Daleko na zachodzie widoczne są góry Jesioniki w Czechach.

## Przyroda

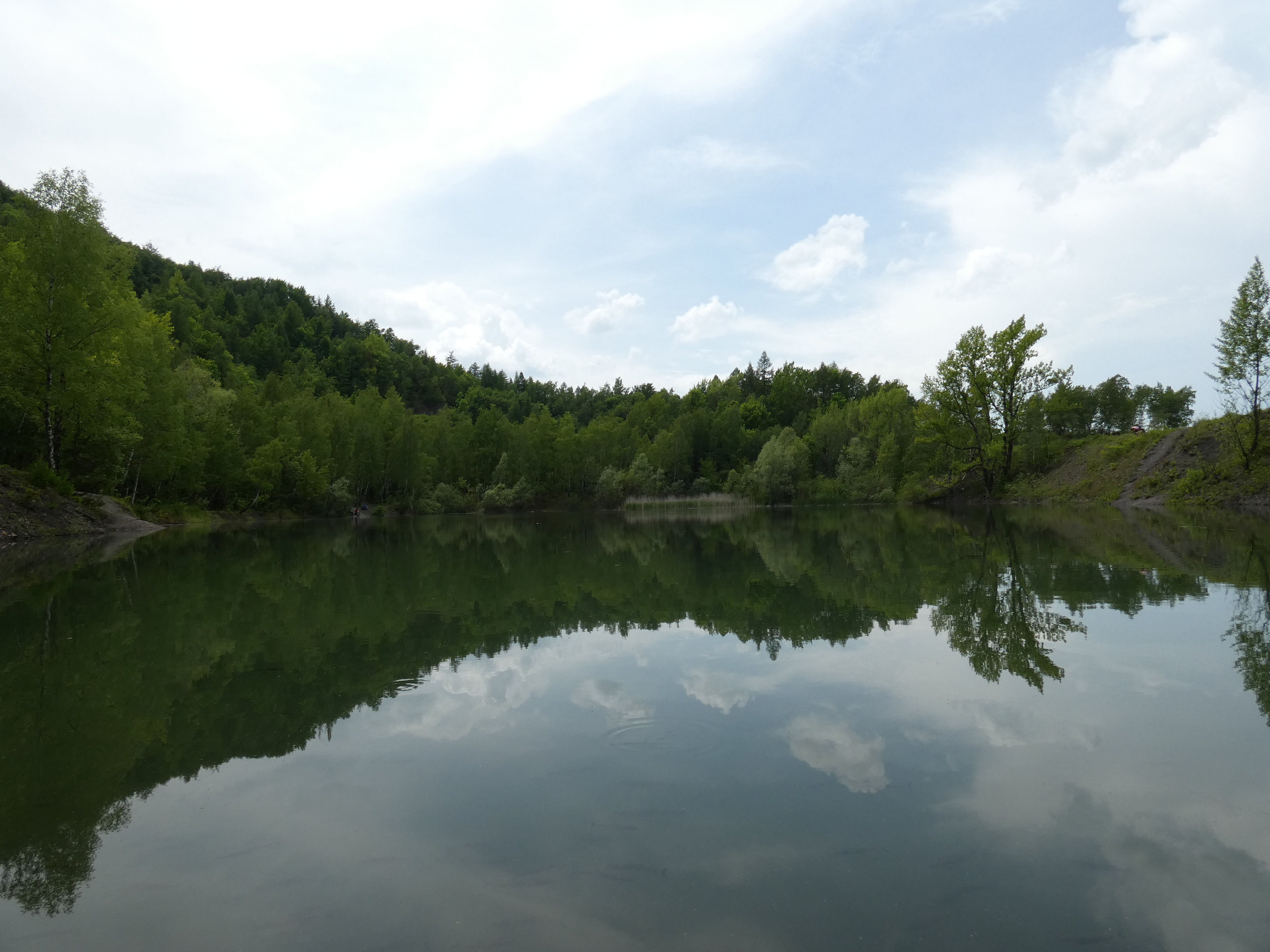
Staw w lecie

Wyrobisko znajduje się na terenie Parku Krajobrazowego Beskidu Małego oraz w granicach obszaru Natura 2000 – Beskid Mały. Na terenie których występuje kilka gatunków storczyków zagrożonych wyginięciem. Stworzono tam stanowiska ochrony skrzypu pstrego i zarazy drobnokwiatowej. W okolicach Wilczego Stawu rosną egzotyczne dla Karpat daglezje.
Zwałowisko wschodnie porasta las (głównie młode brzozy, topole osiki i modrzewie), a zwałowisko zachodnie – trawa.

## Szlaki turystyczne
Kozy (366 m n.p.m.) – Kozy Górne (408 m n.p.m.) – Kozy, ul. Działy (427 m n.p.m.) – Kamieniołom Kozy (556 m n.p.m.) – Rozejście szlaków (777 m n.p.m.) – Hrobacza Łąka (828 m n.p.m.). Dystans: 5,5 km. Czas przejścia: 1:25 h, ↑ 2:15 h.
Szlak Papieski: Kozy (366 m n.p.m.) – Kapliczka u Panienki – Kamieniołom Kozy (556 m n.p.m.) – Hrobacza Łąka (828 m n.p.m.) – Przełęcz u Panienki (739 m n.p.m.) – Groniczki (833 m n.p.m.) – Gaiki (808 m n.p.m.) – przełęcz Przegibek (663 m n.p.m.) – Magurka Wilkowicka (909 m n.p.m.) – Łysa Przełęcz (828 m n.p.m.) – Straconka. Dystans: 16,4 km. Czas przejścia: 5:15 h.

## Galeria

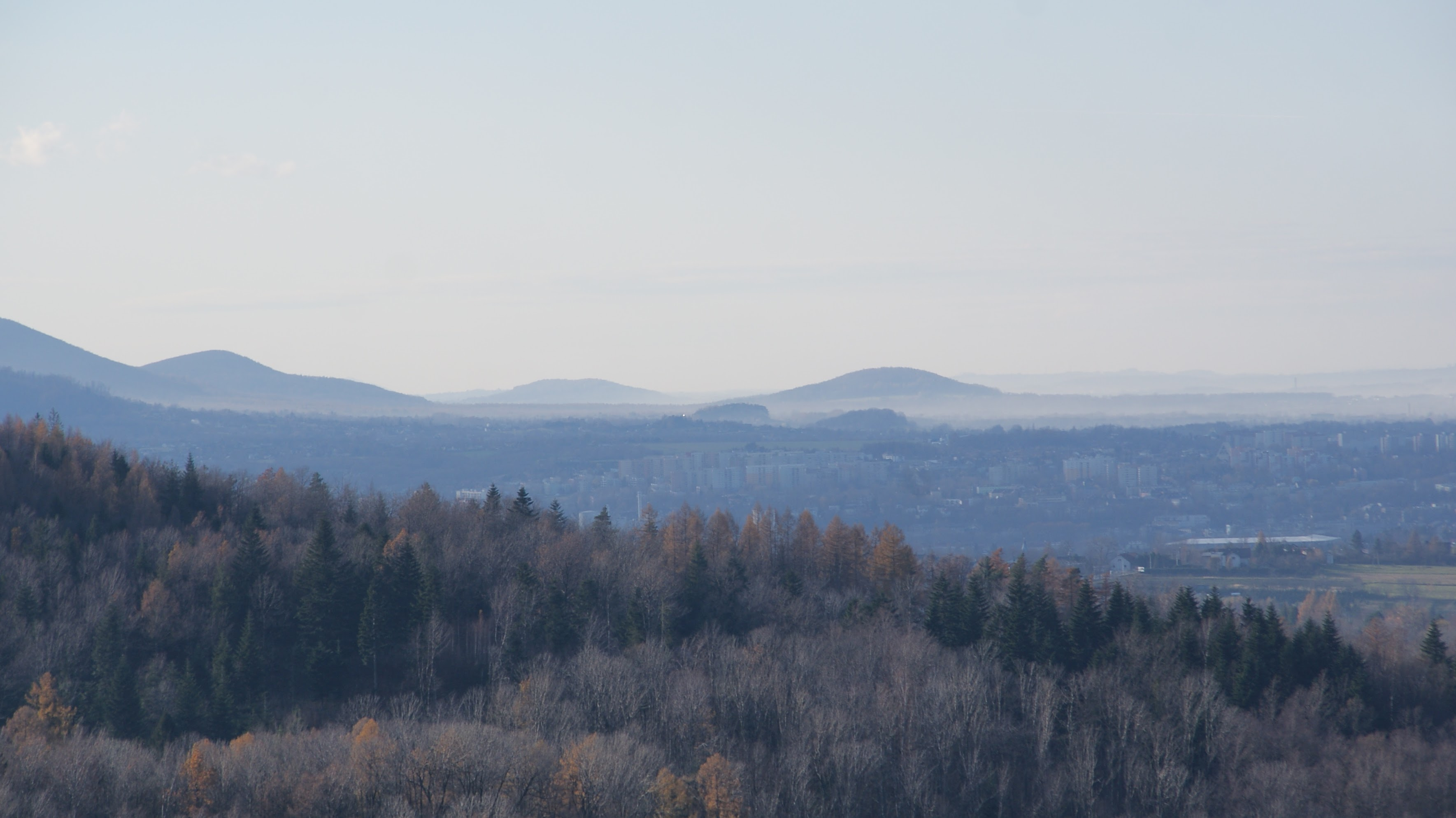
Widok na południowy zachód
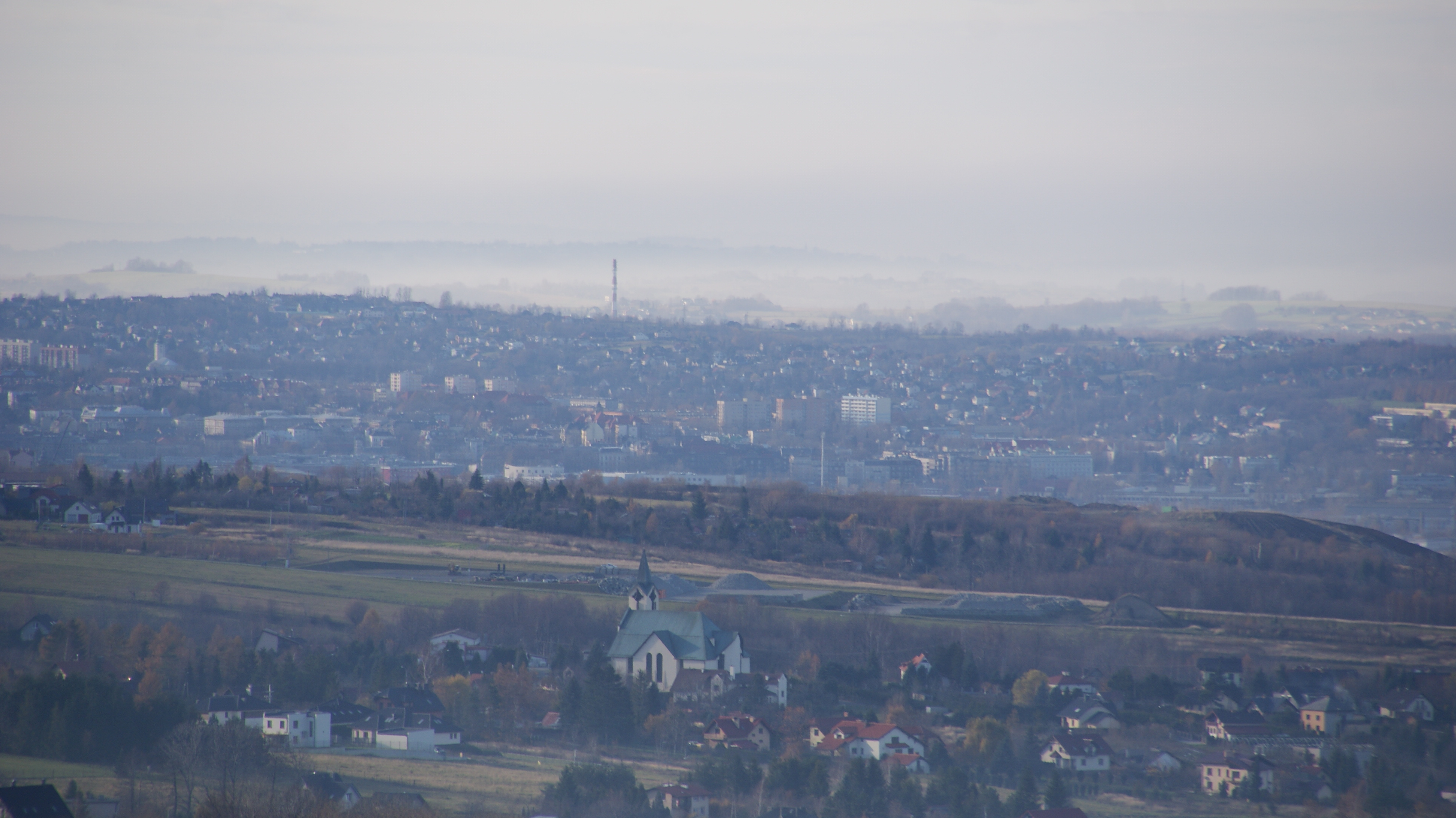
Widok w stronę kościoła Parafii Najświętszej Rodziny w Małych Kozach i Bielska-Białej
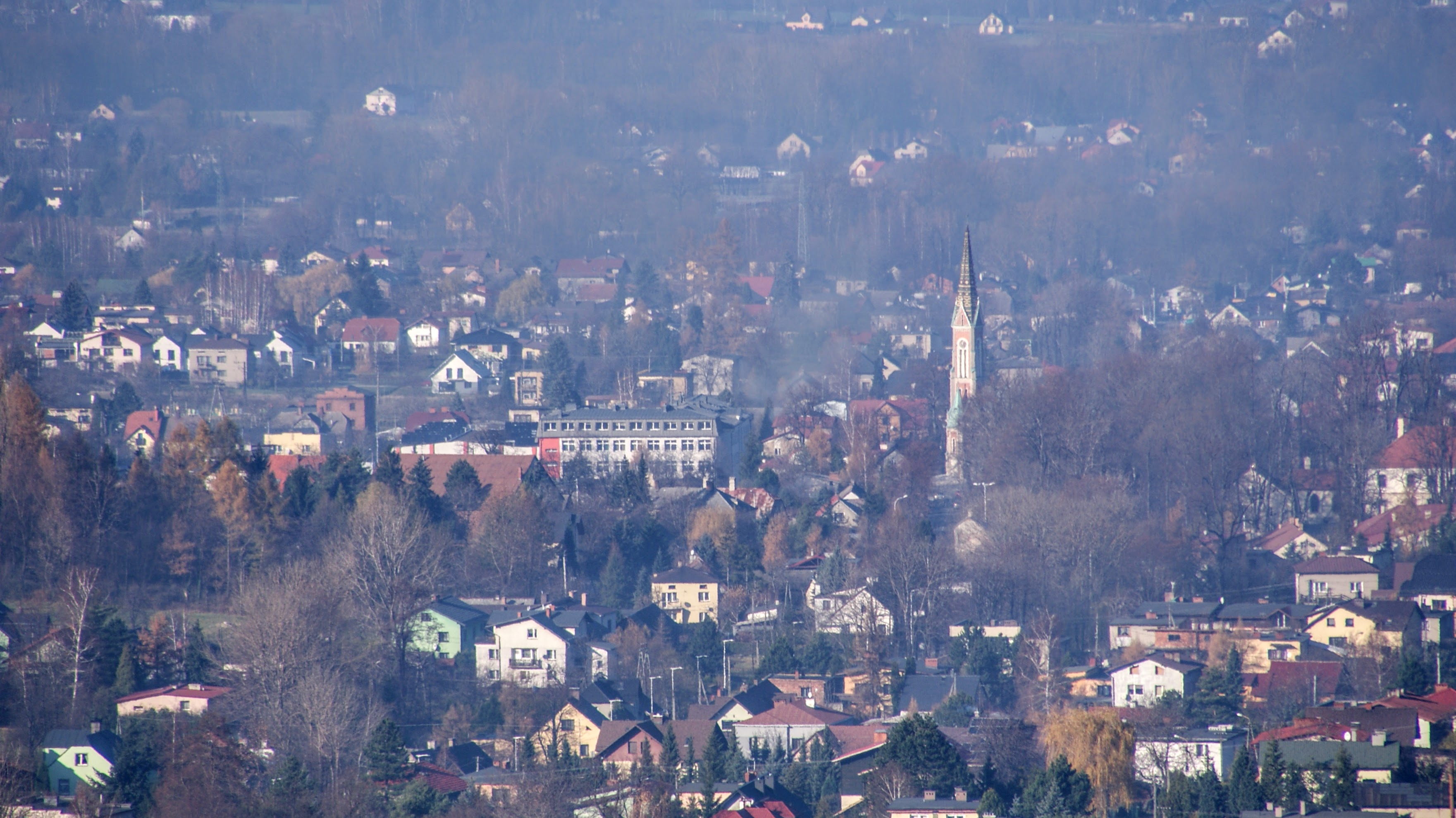
Widok na centrum Kóz, widoczny jest między innymi kościół Parafii Świętych Apostołów Szymona i Judy Tadeusza
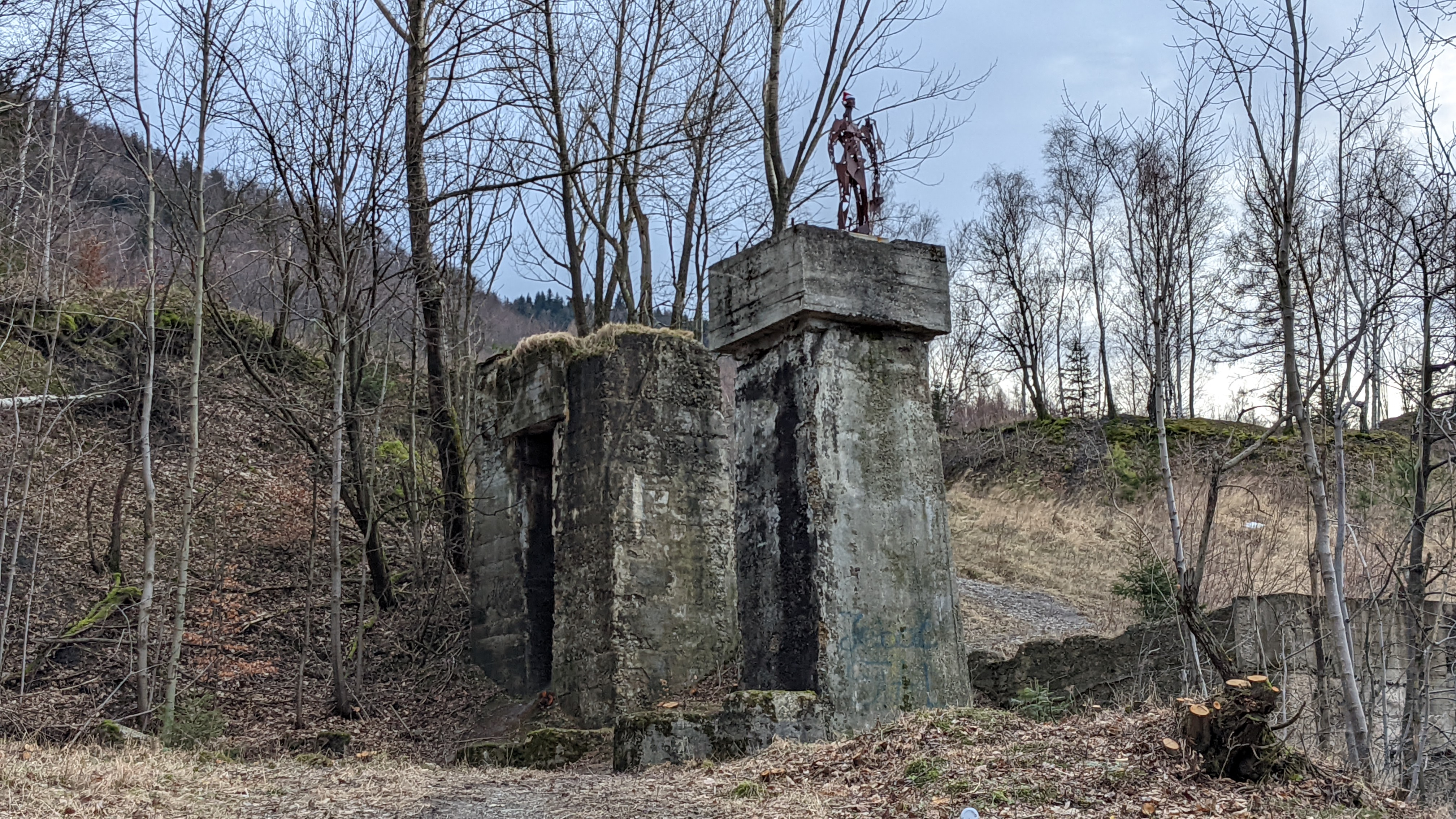
Element nieczynnej infrastruktury i rzeźba „Terranus”
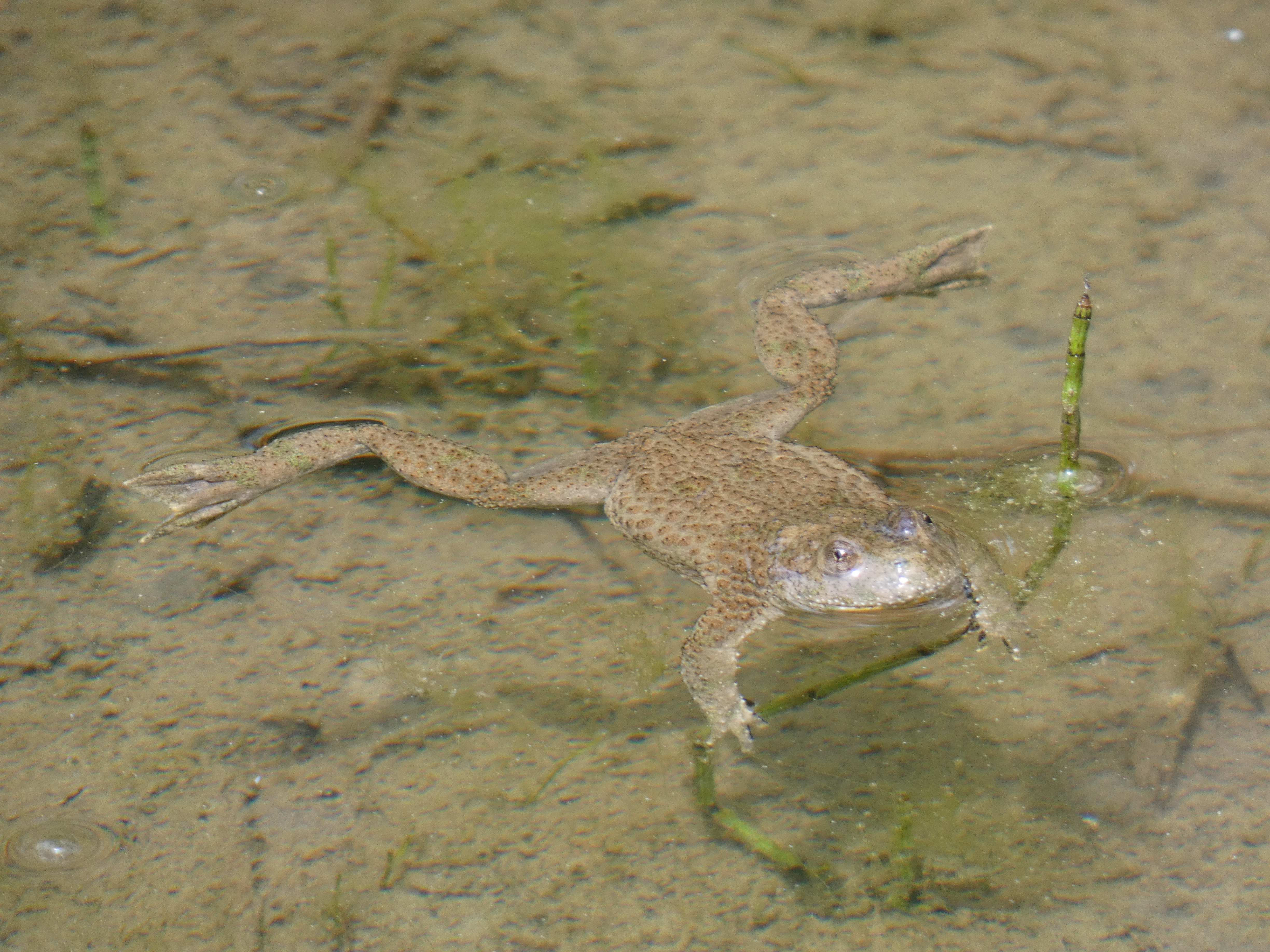
Kumak górski w wodzie
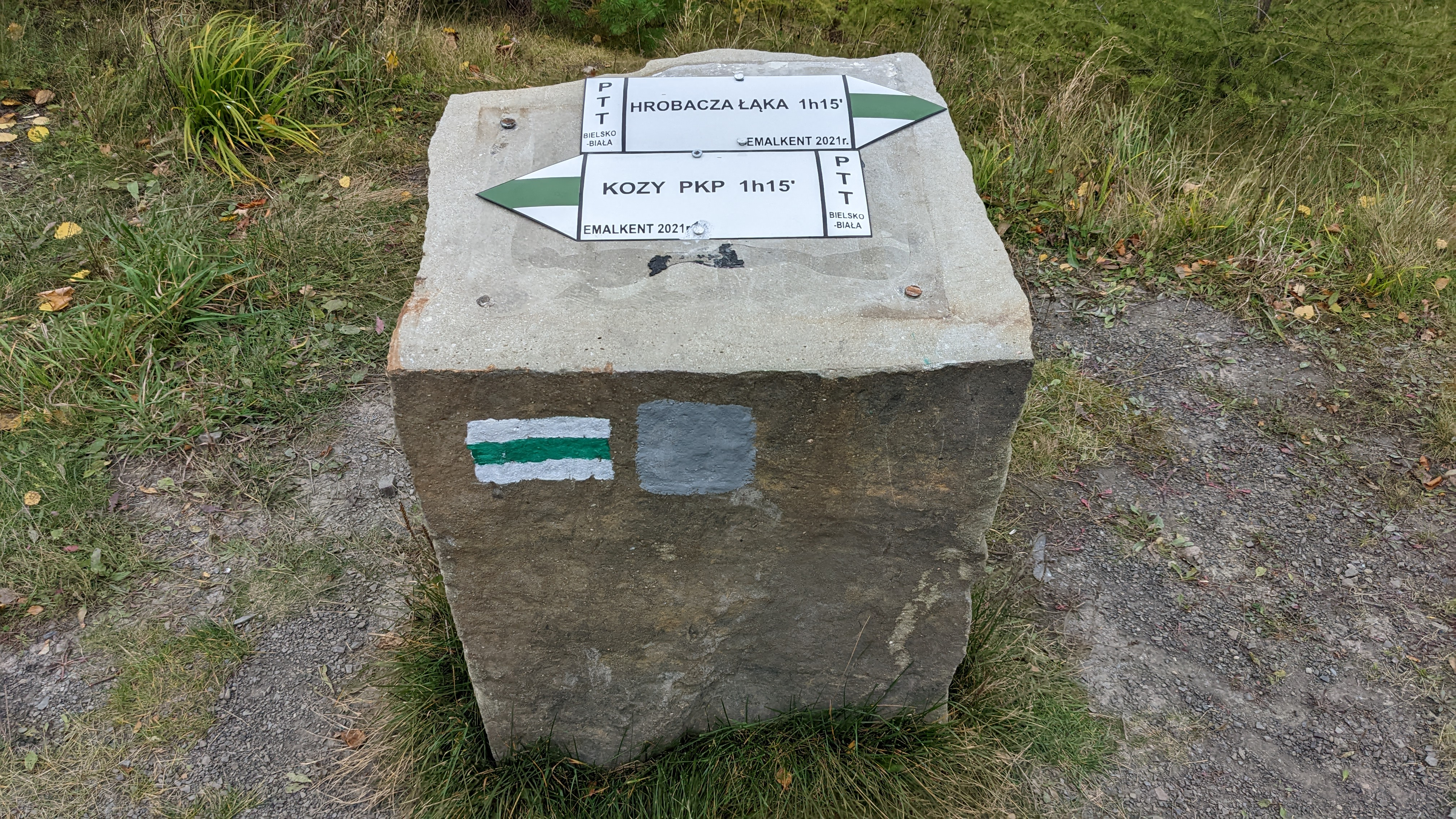
Kamień z oznaczeniami szlaku zielonego
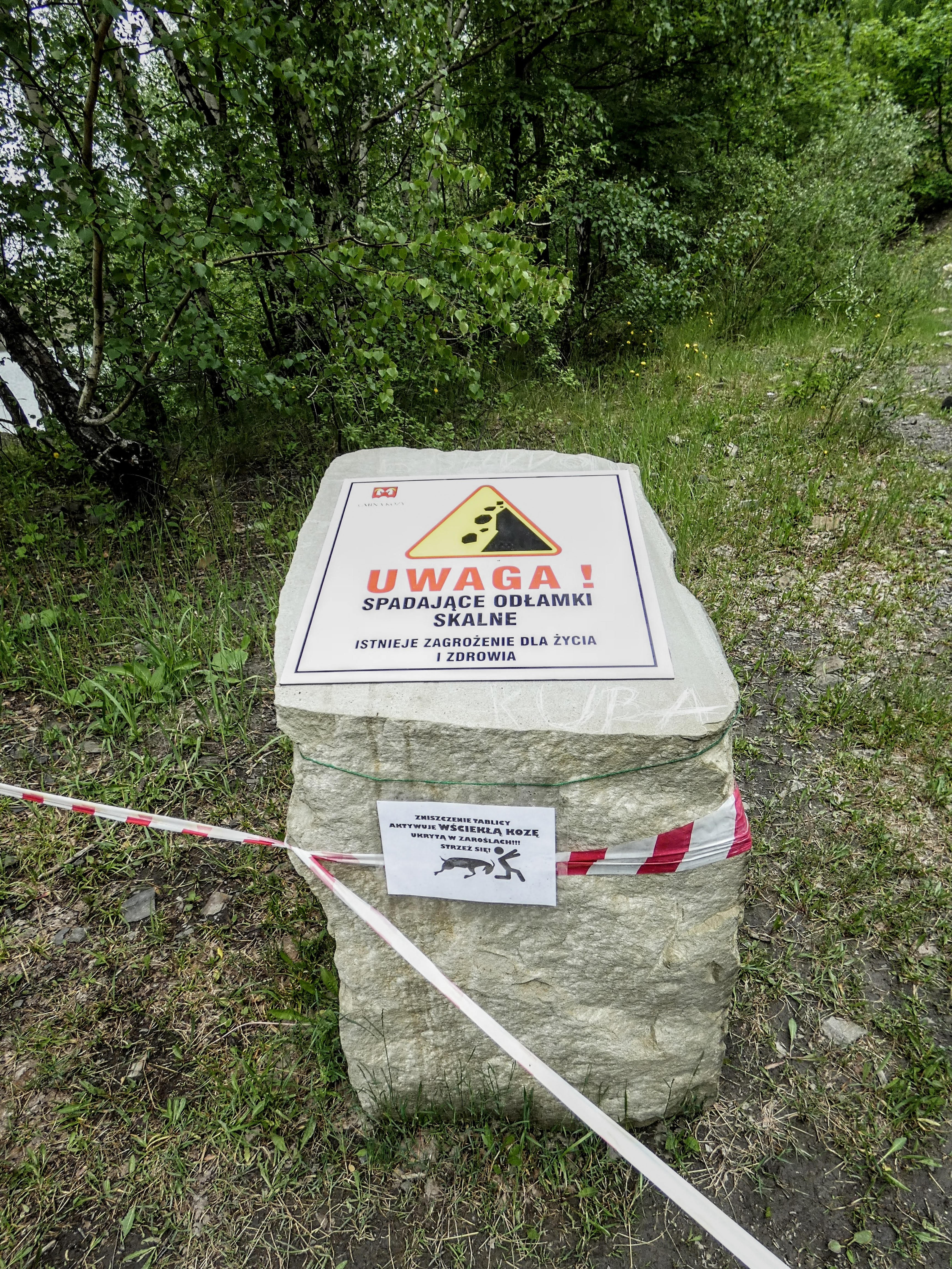
Kamień ze znakiem ostrzegawczym
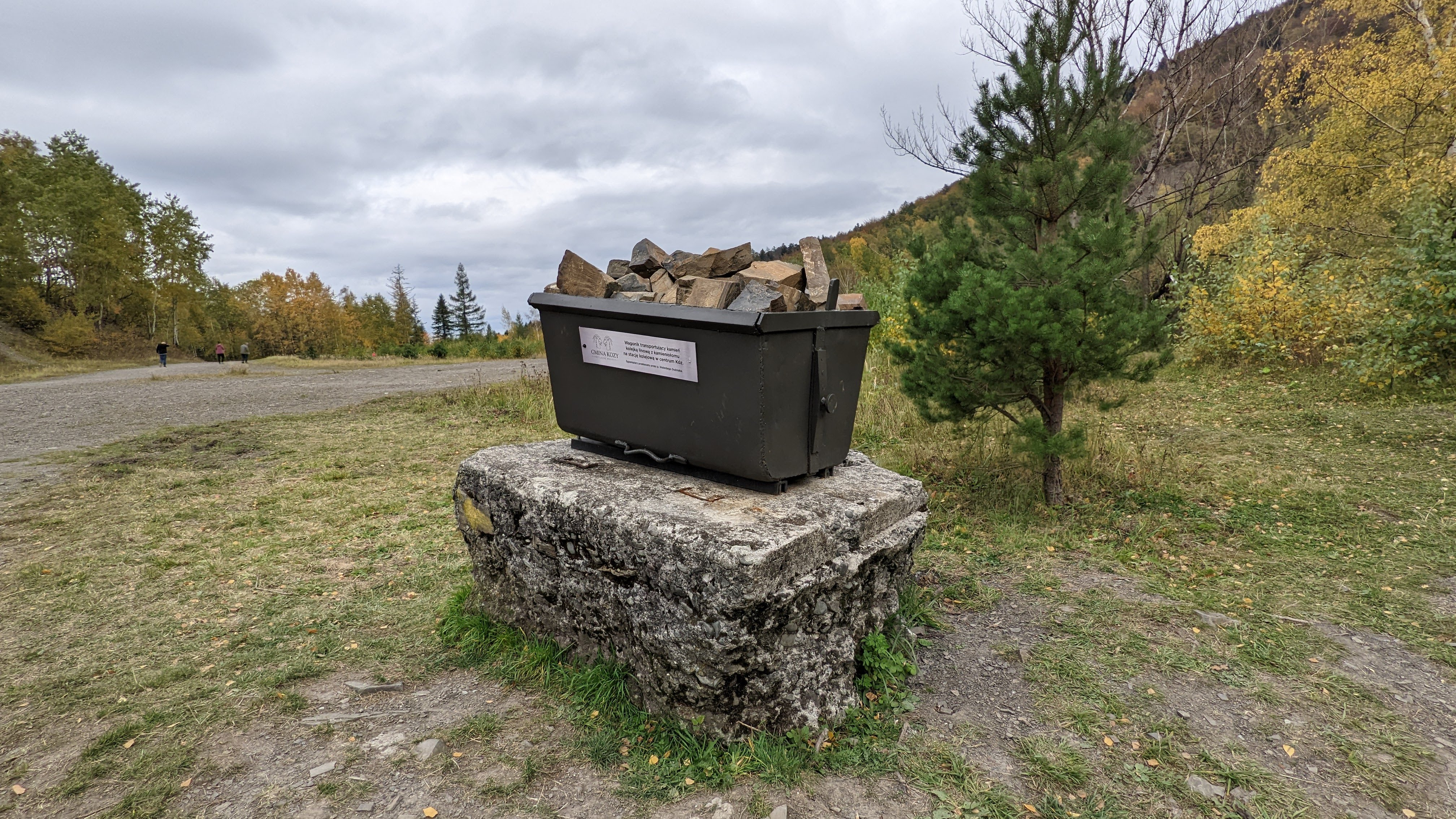
Skrzynia wagonika kolejki do przewozu urobku